# SAYスーパータイム
『SAYスーパータイム』（セイスーパータイム）は、さくらんぼテレビ開局前のサービス放送期間中に放送された夕方の山形県向けローカルワイドニュース番組（=『FNNスーパータイム』の山形県ローカル扱い）である。

タイトル上は「スーパータイム」だけだったが、便宜上「SAY～」と冠す。

## 概要
全国ネット版が、SAY開局目前の3月30日に12年半に及ぶ番組に幕を下ろしたため、山形県で「4年ぶりに再開」された「スーパータイム」はわずか半月だけで終わりとなり、開局前日の3月31日から「FNNニュース555 ザ・ヒューマン」の新番組開始に併せて、『SAYニュース555 ザ・ヒューマン』が開始、そのまま正式開局となった。司会役の3人はそのまま新番組も担当した。
放送時間は、1997年3月15日 - 3月30日 月曜日 - 金曜日18:00 - 19:00、土曜日 18:00 - 18:30、日曜日 17:30 - 18:00。ローカル枠の放送は、3月24日からのたったの1週間のみ。これと同時にアナウンサーが画面に登場するようになっていた。

## キャスター
平日
対馬孝之（現青森朝日放送営業部長）・丹舞子（退職）
週末
遠藤敦子

## タイトル
- 1997年3月（テーマ曲：たかしまあきひこ 4代目）
映像は、タイトルCGと同時に下から上へ社屋をパーンして映した映像に、山形市街地の光景を映したもの。タイトルCGは、当時のフジテレビと同じものだが、「FNN」は外されていた。
- スポーツコーナーのあとローカルパートに変わる時はSAY NEWS CENTERのロゴ表示で3代目テーマが流れて始まる。
- EDもたかしまあきひこ作曲の3代目テーマが流れて終わる。
- EDの画面には「情報をお待ちしています」の下に電話番号とFAX番号などのテロップ表示→スーパータイム 終 テロップ表示[注釈 1]。